# Filipe Nyusi
Filipe Jacinto Nyusi i Nyussi (districte de Mueda, Cabo Delgado, Moçambic, 9 de febrer de 1959) és un polític, professor i enginyer electrònic moçambiquès. Membre del Frelimo, des de 2015 és el president del país, sent des de 2008 fins a 2014 Ministre de Defensa i des de 2014 líder del partit.

## Biografia
Va néixer al districte de Mueda, a la província de Cabo Delgado l'any 1959, membre del grup ètnic dels macondes. Els seus pares eren veterans del moviment d'alliberament Frelimo. En començar la Guerra d'independència de Moçambic el van dur a Tanzània travessant el riu Ruvuma. Allí va fer l'ensenyament primari a l'escola del Frelimo a Tunduru i la secundària a l'escola del Frelimo a Mariri a Cabo Delgado i a l'Escola Secundària Samora Machel de Beira.
En 1973, amb només 14 anys, es va unir al Frelimo i va rebre entrenament militar i polític a Nachingwea, Tanzània.
En 1990 va completar els seus estudis d'enginyeria mecànica a la Universitat de Tecnologia de Brno a Txecoslovàquia. També va fer estudis de postgrau a la Universitat Victoria de Manchester a Anglaterra.
Abans del seu nomenament com a membre del govern pel President Armando Guebuza, Nyussi treballà a l'empresa estatal Portos e Caminhos de Ferro de Moçambique (CFM). En 1995 fou nomenat director executiu de CFM-Norte, la divisió septentrional de la companyia, i va formar part del consell de direcció en 2007.
De 1993 a 2002 Nyussi fou president del Clube Ferroviário de Nampula, un equip de la Lliga moçambiquesa de futbol amb base a Nampula. També fou professor al campus de Nampula de la Universidade Pedagógica, membre de la Iniciativa de Lideratge d'Àfrica, i membre del portuguès: Comité Nacional dos Combatentes da Luta de Libertação Nacional. Posteriorment va rebre formació a l'Índia, Sud-àfrica, Swazilàndia i els Estats Units.
Durant aquesta època va iniciar la seva carrera política, sent membre del partit Front d'Alliberament de Moçambic (més conegut com a Frelimo) i pertanyent al Comitè Nacional de Combatents de la Lluita d'Alliberament Nacional i al grup de la Iniciativa de Lideratge d'Àfrica.
L'any 2008 va entrar en el gabinet del govern, presidit pel president Armando Guebuza. Des del dia 27 de març del mateix any, després de diverses rebel·lions ocorregudes al país el Ministre de Defensa Tobias Joaquim Dai va deixar el seu càrrec i Filipe va ser nomenat pel president com a nou ministre.

## Carrera política, 2008–14

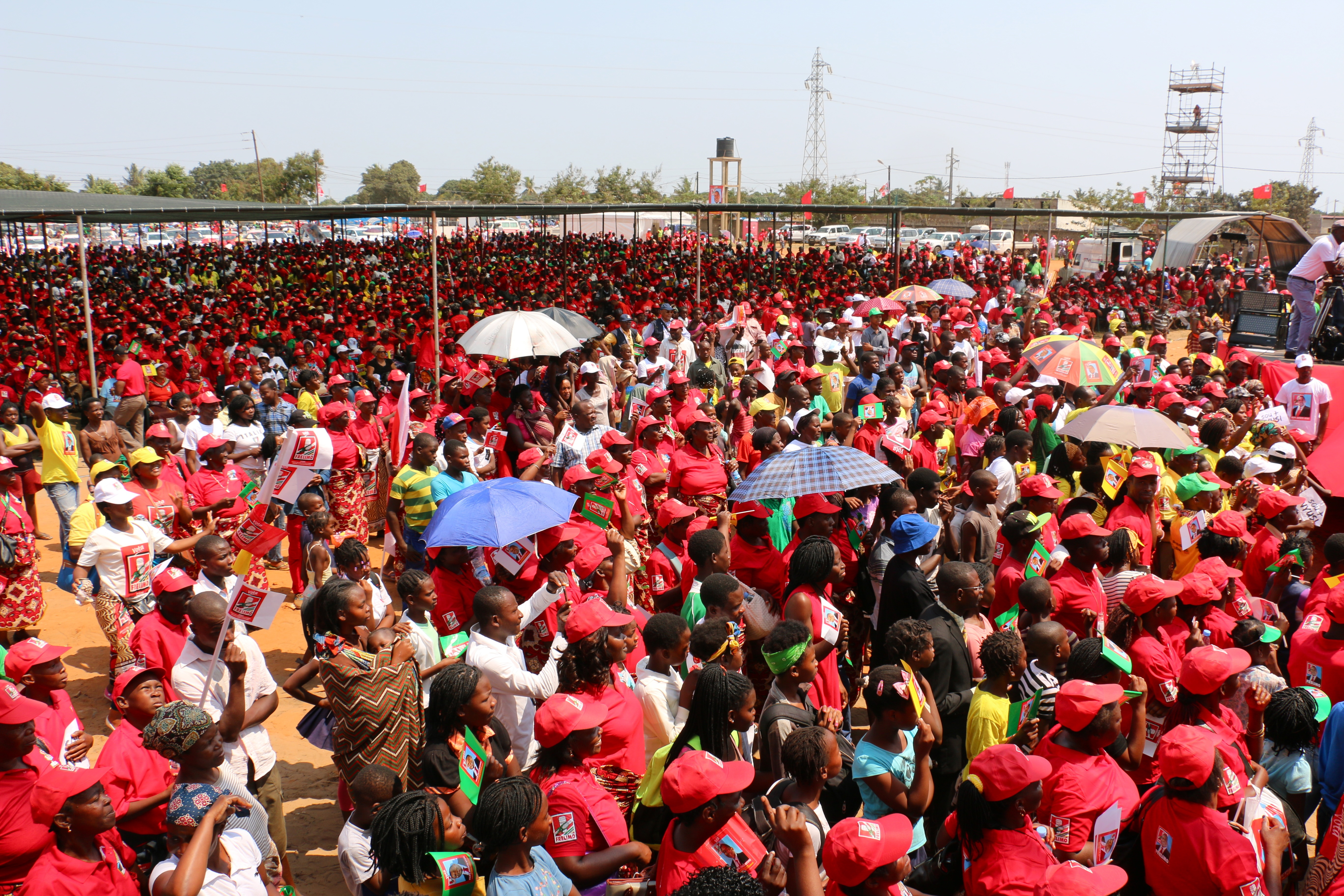
Una secció de la multitud en el seu míting de tancament de campanya a la capital, Maputo.

Nyussi va assumir el càrrec de ministre de Defensa el 27 de març de 2008, succeint Tobias Joaquim Dai. El nomenament de Nyussi va arribar gairebé exactament un any després que un incendi i les explosions de les municions resultants a l'arsenal Malhazine de Maputo matessin més de 100 persones i destruïssin 14.000 llars. Una comissió investigadora designada pel govern va arribar a la conclusió que la causa en fou la negligència, i que molts van culpar Dai "per no actuar a temps per evitar la pèrdua de vides". Encara que no es va donar cap raó oficial per la destitució de Dai, podria haver estat una "reacció tardana" al desastre de Malhazine.
En el X Congrés del Frelimo celebrat el setembre de 2012 Nyussi ser escollit membre del seu Comitè Central.

### Campanya presidencial de 2014
L'1 de març de 2014, el Comitè Central del Frelimo va elegir Nyussi com a candidat del partit per a les eleccions presidencials de 2014. A la primera ronda de votació, va rebre el 46% dels vots, molt per davant del segon candidat, Luisa Diogo, però per sota de la majoria necessària per guanyar directament. Va derrotar Diogo en la segona ronda amb un 68% contra un 31% d'ella. Encara que Nyussi va ser considerat com relativament gris en comparació amb els altres candidats, va ser el candidat que més s'identificava amb el president Guebuza. En general, es creu que la selecció de Nyussi com a candidat del FRELIMO permetria Guebuza, que estava obligat a renunciar a causa dels límits de mandat, a retenir poder substancial després de deixar el càrrec. Diogo, la candidata derrotada, era associada amb l'oposició a Guebuza dins del partit.

## Presidència (2015–ara)
La inauguració de Filipe Nyussi com a 4t President va tenir lloc el 15 de gener de 2015. La cerimònia va comptar amb la presència de cinc caps d'Estat estrangers.

## Vida personal
Nyusi és membre de la comunitat ètnica dels macondes. Està casat amb Isaura Nyusi i té quatre fills, dos d'ells anomenats Florindo i Angelino. Angelino té 15 anys.